# Vrigny, Loiret

Vrigny este o comună în departamentul Loiret din centrul Franței. În 1 ianuarie 2022 avea o populație de 797 de locuitori.